# Eurocar
Die Eurocar AG ist der offizielle Hersteller der Fahrzeuge der Volkswagen-AG-Marken in der Ukraine, welcher der Unternehmensgruppe Atoll Holding angehört. Das Unternehmen ist einer der größten Hersteller von Personenkraftwagen in der Ukraine. Der Anteil des Werks an der Gesamtproduktion von Personenkraftwagen belief sich im Jahr 2020 auf 81 %. Die Produktionskapazität beträgt 80.000 Fahrzeuge pro Jahr (SKD Montage – 30.000 Fahrzeuge, CKD Montage – 50.000 Fahrzeuge pro Jahr), mit dem Potenzial für Kapazitätserweiterungen. Die Produktionsstätte verfügt über einen eigenen Eisenbahnterminal, der den Transport in die Europäische Union sowie die Gemeinschaft Unabhängiger Staaten ausführen kann.
Das Werk befindet sich an der Fernstraße M 06 in der Nähe der Stadt Tschop im Dorf Solomonowo (Соломоново) im Rajon Uschhorod in der Oblast Transkarpatien zwei Kilometer von der ungarischen und slowakischen Grenze in der Nähe vom Industriepark Solomonowo. Es ist Teil des Transcarpathian Automobile Cluster.

## Geschichte
Der Bau der Produktionsanlagen wurde am 23. Juli 2001 begonnen. Die Inbetriebnahme des Werks erfolgte am 19. Dezember desselben Jahres. Im April 2002 wurde mit der Serienfertigung des Škoda Octavia begonnen. Im August 2002 lief der erste Škoda Fabia vom Band des Werks und im März 2003 der Škoda Superb.
Im Oktober 2003 erfolgte der Anlauf der zweiten Produktionslinie für die Herstellung der Modellreihen von Volkswagen-Fahrzeugen. Im März 2004 folgten Fahrzeuge der Marke Audi.
Im Jahr 2006 wurde die Produktion um den SEAT León erweitert. Im selben Jahr wurden der erste SEAT Altea und SEAT Toledo der ukrainischen Herstellung vom Werk gefertigt und die Freigabe für die MKD-Produktion erhalten. Im Jahr 2008 wurde der erste Škoda Superb der neuen Generation produziert.
Im 2007 wurde die Produktion des Autos Škoda Roomster arrangiert.
Škoda Rapid Manufacturing begann im Jahr 2013.
Im 2014 begann die Produktion von SKODA Spaceback.
Seit 2017 produziert das Werk Škoda Kodiaq-Frequenzweichen und seit 2018 Škoda Karoq-Frequenzweichen.
Im Jahr 2020 wurden im Werk 3.386 Fahrzeuge montiert (100 % des Produktionsvolumens entfielen auf Škoda-Fahrzeuge). Der Anteil des Werks an der Pkw-Produktion belief sich im Jahr 2020 auf 81 %.

## Produktion
Produktionslinien des Werks sind mit den Anlagen der fortgeschrittenen Welthersteller, zum Beispiel, Transsystem (Polen), Chropynska Strojirna (Tschechien), EISENMANN (Deutschland) und anderen ausgestattet. Kapazitäten von Eurocar haben eine Reihe der technologischen Innovationen, Software und Bedienungspersonal, die die Flexibilität des Produktionsprozesses sichern und für die Ukraine unikale technische Lösungen besitzen.
Die Fahrzeugfertigung erfolgt mit Hilfe von normgerechten Produktionslinien mit der Gesamtlänge 538 Meter. Die Fahrzeugmontage wird mittels Bandlinie mit der Anwendung des technologischen Prozesses analog wie an Škoda Auto a.s. ausgeführt.
Rohbau und Lackierhalle, die im Jahr 2011 in Betrieb genommen sind, haben dem Werk ermöglicht, auf das neue Niveau industrieller Vollproduktion der Fahrzeuge vorzutreten, die allen Weltstandards zur Qualität entsprechen.
Im Zeitraum 2002–2020 belief sich die Produktionsleistung des Werks auf 194,3 Tausend Personenkraftwagen (einschließlich 177,8 Tausend Škoda-Wagen) (bis zum 1. Januar 2021).

## Produktionsqualität
Die Strategie des Betriebs ist auf die ausschließliche Aufmerksamkeit zur Produktionsqualität gerichtet, Sicherung des hohen Standards des Arbeitsschutzes und Betriebssicherheit sowie der Offenheit und der Sorge um die Kunden.
2003 wurde das System zur Qualitätssicherung des Werks auf die Übereinstimmung mit dem internationalen Standard ISO 9001:2000 zertifiziert. Im Jahr 2009 hat Eurocar das integrierte System zur Betriebsleitung laut dem internationalen Standard ISO 9001:2008 eingeführt. Zertifizierungs- und Überwachungsprüfungen werden von der Prager Vertretung der Gesellschaft TÜV NORD CERT GmbH (Deutschland) durchgeführt. Jährlich bestätigt Eurocar die Gültigkeit des Zertifikats über die Anwendung des Qualitätsmanagementsystems des Betriebs.
Im Oktober 2009 hat Eurocar das Zertifikat OHSAS 18001:2007 erfolgreich erhalten, welches die Anwendung des modernen und wirksamen Arbeitsschutzsystems auf dem Betrieb bestätigt, dass den höchsten internationalen Forderungen entspricht. Die unabhängige Prüfung hat bestätigt, dass alle Arbeitsoperationen mit den modernen technologischen Anlagen und Werkzeugen ausgeführt sind, die den europäischen und ukrainischen Qualitätsstandards, dem Arbeitsschutz und der Sicherheit entsprechen.
Betriebspersonal, das in den Produktionsbereichen tätig ist, hat spezielle Schulungen in Tschechien auf den Betrieben von Škoda Auto a.s. erhalten.

## Produkte
Seit 2001 wurden auf dem Werk Eurocar 29 verschiedene Fahrzeugmodelle der Marken Volkswagen, Audi, SEAT und Škoda gefertigt (oder werden weiter gefertigt).
Im Moment konzentrieren sich alle Produktionskapazitäten des Betriebs auf die Produktion der Fahrzeuge der Marke Škoda. Im Jahr 2013 wurden 11.494 Fahrzeuge produziert.
Alle gefertigten Fahrzeuge werden in der Ukraine verkauft. Ende 2020 wurden 5.093 Škoda-Fahrzeuge verkauft, was einem Marktanteil von 5,9 % entspricht (der 4. Platz in der Markenbewertung nach Anzahl der Verkäufe).

## Umweltschutz
Die technologische Ausstattung, die auf dem Werk verwendet wird, sichert den niedrigen Energieverbrauch und das hohe Niveau der ökologischen Sauberkeit der Prozesse. Für die Schaffung des normalen ökologischen Zustands verwendet man auf dem Betrieb spezielle Reinigungsanlagen.